# Les Juifs et la vie économique
Les Juifs et la vie économique (en allemand : Die Juden und das Wirtschaftsleben) est un livre de sociologie de l'économiste Werner Sombart paru en 1911.
Fasciné par le succès économique d'une partie de la communauté juive, il tente d'en comprendre l'origine.
Considéré comme un ouvrage majeur, ce livre continue, plus d'un siècle après sa parution, de susciter le débat au sein des spécialistes.
Certains, comme l'historien britannique Paul Johnson, le qualifient de remarquable, alors que d'autres lui reprochent des inexactitudes et des relents d'antisémitisme.

## Contenu
Sombart présente une théorie selon laquelle l'une des matrices originelles du capitalisme moderne est celle des Juifs qui se sont installés aux Pays-Bas puis au Royaume-Uni entre le XVIe et le XVIIIe siècles.
Il réutilise la méthode de Max Weber qui cherche, dans L'Éthique protestante et l'Esprit du capitalisme, à expliquer des phénomènes sociaux par les valeurs des populations.
Werner Sombart considère que l'interdiction qui frappait les Juifs à l'époque de participer aux affaires publiques et à intégrer la fonction publique les a contraints à se consacrer au commerce.
L'ouvrage est débattu par les politologues et les économistes. Certains considèrent que le calvinisme et le luthéranisme ont été plus influents dans la genèse du capitalisme

## Critiques et limites
D’après Jacques Attali, qui a consacré un autre ouvrage à ce sujet, le texte de Sombart contient des incohérences historiques ainsi que certains préjugés antisémites.
Le chercheur Jerry Muller souligne que le sujet, longtemps tabou, a souvent été utilisé par les antisémites. Son ouvrage, Capitalism and the Jews, souligne pour que des raisons complexes, les juifs ont joué un rôle important dans le développement du capitalisme mais ont aussi constitué certains des plus grands critiques du capitalisme.